# Lumpenella longirostris
Lumpenella longirostris és una espècie de peix de la família dels estiquèids i l'única del gènere Lumpenella.

## Descripció
- Fa 42 cm de llargària màxima i 150 g de pes.
- És de color marró blavós al dors, d'argentat a blau sutge al ventre i blau sutge a les galtes, els opercles i les membranes branquials.
- 61-71 espines i cap radi tou a l'aleta dorsal.
- 3-5 espines i 36-42 radis tous a l'aleta anal.
- Aleta caudal arrodonida.
- Aletes fosques.[8][9][10]

## Depredadors
És depredat per Atheresthes evermanni.

## Hàbitat i distribució geogràfica
És un peix marí, demersal (entre 25 i 1.140 m de fondària, normalment entre 300 i 600) i de clima temperat (70°N-33°N, 126°E-121°W), el qual viu al Pacífic nord (des del mar de Bering i les illes Aleutianes fins a la Colúmbia Britànica -el Canadà-, la mar d'Okhotsk, la costa pacífica septentrional del Japó, la península de Corea i l'illa de Sado -el mar del Japó-) i l'Atlàntic nord (Groenlàndia).

## Observacions
És inofensiu per als humans i la seua longevitat és de 8 anys.